# 안톤버그
안톤버그(Anthon Berg)는 덴마크의 유명 초콜릿 브랜드로, 톰스 그룹 산하에 인수되었다.
이 회사는 1884년에 설립되었다. 반세기 동안 안톤 버그는 '왕립 덴마크 법원'이라는 유명한 칭호를 가지고 있었다. 안톤버그는 한 가문이 대대로 물려받아 현재 영국에 있는 백만장자 상속형제 중 하나인 덴마크에 위치한 안톤 가문에 의해 운영되고, 안톤 가문이 대다수를 소유하고 있다. 이 회사는 약 6억 달러의 시장 상한선을 가지고 있다.

## 연혁

### 1884년
- 19세기 말에 유럽에서 초콜릿은 점점 더 인기를 얻어갔다. 덴마크의 안톤 버그는 카카오빈으로 사업을 시작했고, 이내 코펜하겐에 가게를 지었다.

### 1898년
- 안톤버그 초콜릿이 대규모로 생산되면서, 분홍색 포장이 도입되었다.

### 1901년
- 안톤 버그가 그의 아들 구스타프에게 가업을 물려주었다.

### 1910~1930년대
- 구스타프 버그는 안톤버그 초콜릿의 생산량을 증가시켜 덴마크 전역의 소매상들에게 초콜릿을 제공했다. 또한 코펜하겐에는 200여 명의 직원들을 고용해 공장을 지었다. 이후 1938년 구스타프 버그는 사망하고 카이 버그에게 최고 경영 자리를 넘겼다.
- 1992년 해외에서 설탕으로 덮인 주류는 큰 인기를 끌고 있었고, 1922년 안톤버그는 술 초콜릿을 출시했다. 술 초콜릿은 빠르게 인기를 얻어나갔고, 몇 년 안에 12가지로 종류가 늘어났다. 그 후 1972년 안톤버그는 작은 병 모양의 다크 초콜릿에 술을 채울 수 있는 기계를 특허냈고, 이 기계로 생산 과정을 가속화 시켜 매일 10만 병까지 생산해냈다.

### 1940년대
- 우편 주문 초콜릿에 대한 수요가 증가하면서, 선물 상자 모양의 초콜릿이 출시됐다. 이 제품은 'Gold Box'로 안톤버그의 상품 중 판매량 1위며, 덴마크 제과 시장에서 제일 잘 팔리는 상품 중 하나이기도 하다.

### 1958
- 안톤 버그는 수년간 질 좋은 초콜릿으로 많은 사람들에게 지지를 받아왔고, 1957년 영국의 덴마크 법원에 집행자로 임명되었다. 그 뒤 그의 초콜릿은 덴마크 왕실 가족들도 먹는 초콜릿이 되었다.

### 1960년대
- 과일과 위스키, 그리고 마르지판의 조합이 출시되었다. 한마디로 과일과 술이 들어있는 초콜릿이다.
- 1954년에 덴마크 제과 회사인 Toms는 안톤 버그를 인수한다. 그 회사는 코펜하겐에 위치하고 있지만 1962년에 전체 생산지가 덴마크의 유명한 건축가 ArneJacobsen에 의해 설계된 Ballerup의 Toms 본사로 재배치되었다.

### 1994
- 해가 지나면서 그 광고는 마르지판 바 자체만큼이나 상징적이 되었고, 그 이후로 검은 배경의 수천개의 분홍색 마르지판 바가 TV와 영화관에 등장했다

### 2012
- 'YOU CAN NEVER BE TOO GENEROUS' 이 슬로건을 증명하기 위해 안톤 버그는 관대함으로만 지불할 수 있는 세계 최초의 초콜릿 가게를 연다. 페이스북을 통해 관대한 행위를 약속하고, 안톤 버그의 초콜릿을 얻는 형식이다.

### 2017
- 안톤 버그가 크리스마스와 같은 맛이 나는 일련의 새로운 크리스마스 상품들을 출시한 것은 새로운 방식으로 맛을 보기 위한 것이었다. 그리고 포장은 크리스마스 분위기를 돋우는 데 도움을 준다.